# Thursday Island (ort)
Thursday Island är en ort i Australien. Den ligger i kommunen Torres och delstaten Queensland, omkring 2 200 kilometer nordväst om delstatshuvudstaden Brisbane. Antalet invånare är 2 610. Den ligger på ön Torsdagsön.
Trakten är glest befolkad. Det finns inga andra samhällen i närheten. 
Savannklimat råder i trakten. Genomsnittlig årsnederbörd är 1 554 millimeter. Den regnigaste månaden är mars, med i genomsnitt 454 mm nederbörd, och den torraste är augusti, med 2 mm nederbörd.